# Liste der Naturdenkmale in Hardthausen am Kocher
| Naturdenkmale | Anzahl |
| ------------- | ------ |
| FND           | 3      |
| END           | 2      |
| Gesamt        | 5      |

Die Liste der Naturdenkmale in Hardthausen am Kocher nennt die verordneten Naturdenkmale (ND) der im baden-württembergischen Landkreis Heilbronn liegenden Gemeinde Hardthausen am Kocher. In Hardthausen am Kocher gibt es insgesamt fünf als Naturdenkmal geschützte Objekte, davon drei flächenhafte Naturdenkmale (FND) und zwei Einzelgebilde-Naturdenkmale (END).
Stand: 31. Oktober 2016.

## Flächenhafte Naturdenkmale (FND)
| Name                        | Bild | Kennung     | Einzelheiten          | Position | Fläche Hektar | Datum         |
| --------------------------- | ---- | ----------- | --------------------- | -------- | ------------- | ------------- |
| Doline im Breitfeld         | BW   | 81251110002 | Hardthausen am Kocher | ⊙        | 0,0           | 18. Juli 1986 |
| Kocheraltarm                | BW   | 81251110004 | Hardthausen am Kocher | ⊙        | 1,3           | 18. Juli 1986 |
| Wasserfallkessel Hackklinge | BW   | 81251110005 | Hardthausen am Kocher | ⊙        | 1,6           | 18. Juli 1986 |
| Legende für Naturdenkmal    |      |             |                       |          |               |               |

## Einzelgebilde (END)
| Name                            | Bild | Kennung     | Einzelheiten          | Position | Fläche Hektar | Datum         |
| ------------------------------- | ---- | ----------- | --------------------- | -------- | ------------- | ------------- |
| 1 Eiche, sog. „Hindenburgeiche“ | BW   | 81251110003 | Hardthausen am Kocher | ⊙        | 0,0           | 18. Juli 1986 |
| 1 Linde                         | BW   | 81251110001 | Hardthausen am Kocher | ⊙        | 0,0           | 18. Juli 1986 |
| Legende für Naturdenkmal        |      |             |                       |          |               |               |